# Apogon susanae
Apogon susanae är en fiskart som beskrevs av Greenfield 2001. Apogon susanae ingår i släktet Apogon och familjen Apogonidae. Inga underarter finns listade i Catalogue of Life.